# Ballades (Chopin)

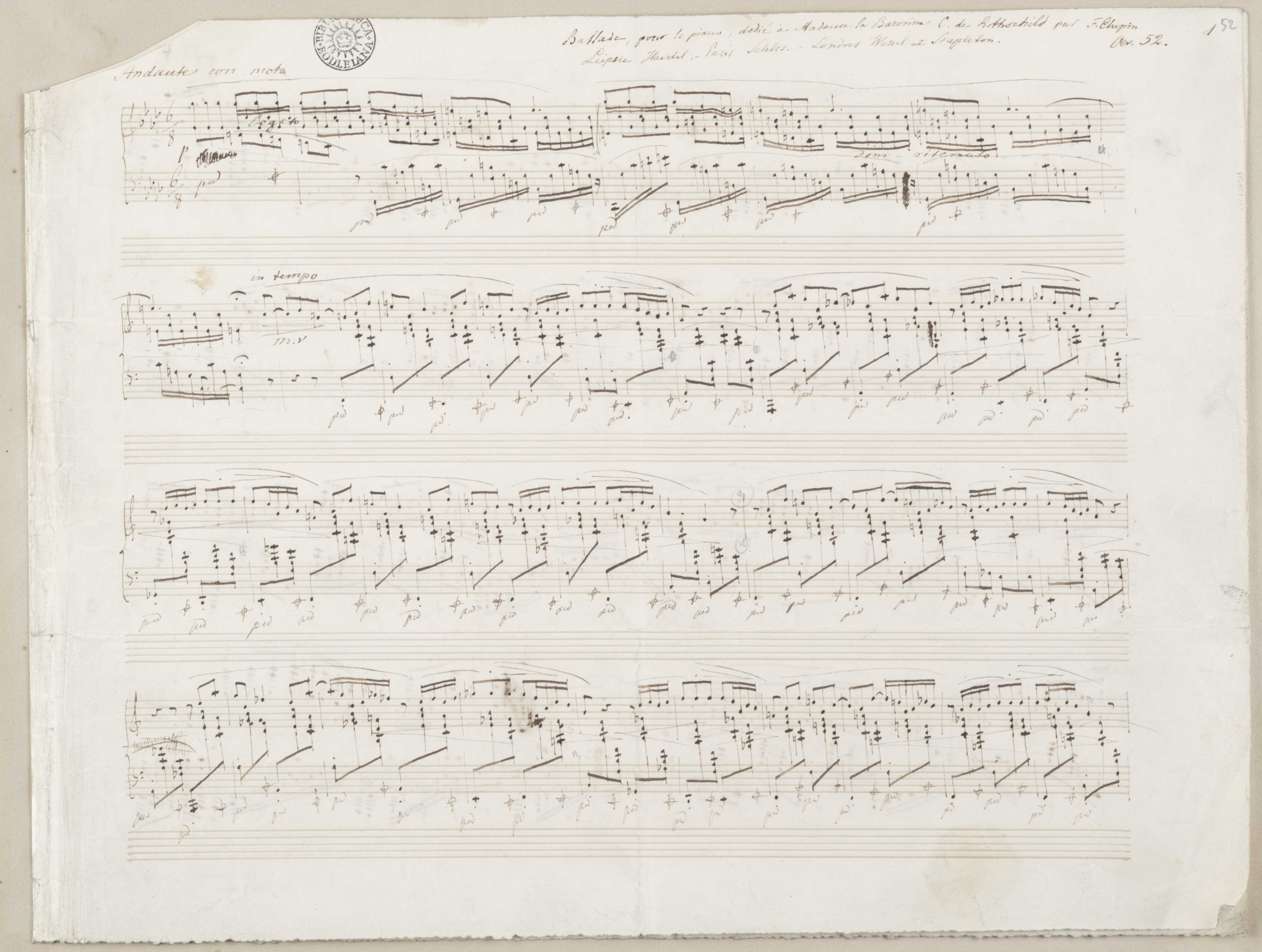
Bản Ballade số 4 của Frédéric Chopin, Op. 52. Bản thảo có chữ ký năm 1842, thư viện Bodleian.

Bốn bản Ballade của nhà soạn nhạc Frédéric Chopin là những tác phẩm một chương dành cho độc tấu dương cầm được sáng tác từ năm 1831 đến 1842. Đây được coi là một trong những tác phẩm quan trọng và khó nhất trong các vốn tiết mục piano tiêu chuẩn.

## Cấu trúc
Chopin sử dụng thuật ngữ ballade theo nghĩa là một đoạn nhạc ba lê xen kẽ hoặc một bản nhạc khiêu vũ, tương đương với các bản ballada cổ của Ý. Tuy nhiên, thuật ngữ này cũng có thể có hàm ý về bản ballad anh hùng thời trung cổ, một bài hát kể chuyện của người hát rong, thường có tính chất kỳ ảo. Có những yếu tố kịch tính và giống như khiêu vũ trong cách Chopin sử dụng thể loại này, và ông là người tiên phong của ballade như một hình thức âm nhạc trừu tượng. Bốn bản ballade được cho là lấy cảm hứng từ nhà thơ Adam Mickiewicz, một người bạn của Chopin. Tuy nhiên, nguồn cảm hứng chính xác cho mỗi bản ballade cần được làm rõ và tranh luận.
Mặc dù các bản ballade không theo chính xác hình thức sonata, "hình thức ballade" sáng tạo bởi Chopin cho bốn bản ballade của ông là một biến thể của hình thức sonata với những điểm khác biệt cụ thể, chẳng hạn như phần lặp lại tương phản (giới thiệu hai chủ đề trình bày theo thứ tự ngược lại trong phần tóm tắt). Các bản ballade đã ảnh hưởng trực tiếp đến các nhà soạn nhạc như Franz Liszt và Johannes Brahms, những người đã soạn các bản ballade của riêng họ dựa trên Chopin.
Ngoài có chung tiêu đề, bốn bản ballade là những thực thể riêng biệt với nhau. Theo nhà soạn nhạc và nhà phê bình âm nhạc Louis Ehlert, "Mỗi [bản ballade] hoàn toàn khác với những bản khác và chúng chỉ có một điểm chung – cách xây dựng lãng mạn và sự cao quý trong các mô típ của chúng." Tuy nhiên, các nhà lý thuyết hiện đại đã chỉ ra rằng các bản ballade có nhiều điểm chung, chẳng hạn như "nhịp ballade" (6
4 hoặc 6
8) và một số thônghlệ chính ức như sự lặp lại tương phản và sự trì hoãn cấu trúc át âm.

## Ballade số 1
Bản Ballade số 1 cung Sol thứ, Op. 23, được hoàn thiện năm 1835 ở Pháp.

## Ballade số 2
Bản Ballade số 2 cung Fa trưởng, Op. 38, được sáng tác từ năm 1836 đến 1839 ở Nohant, Pháp, và trên bán đảo Mallorca của Tây Ban Nha.

## Ballade số 3
Bản Ballade số 3 cung La giáng trưởng, Op. 47, được sáng tác năm 1841 ở Nohant.

## Ballade số 4
Bản Ballade số 4 cung Fa thứ, Op. 52, được viết năm 1842 ở Pháp và Nohant; tác phẩm được chỉnh sửa vào năm 1843.

## Ghi âm
Bốn bản ballade này đã được ghi âm bởi rất nhiều nghệ sĩ, bao gồm Arthur Rubinstein, Vladimir Ashkenazy, Dinu Lipatti, Sviatoslav Richter, Martha Argerich, Emanuel Ax, Andrei Gavrilov, Lý Vân Địch, Cho Seong-Jin, Murray Perahia và Krystian Zimerman. Tờ báo The Guardian gọi bản ghi âm của Krystian Zimerman cùng với Deutsche Grammophon là một "bản ghi âm quan trọng".